# Бах, Барбара
Барбара Бах, леди Старки (англ. Barbara Bach, Lady Starkey, при рождении Гольдбах (англ. Goldbach); род. 28 августа 1946, Нью-Йорк, Нью-Йорк, США) — американская актриса и модель. Исполнила роль девушки Джеймса Бонда в фильме «Шпион, который меня любил». Жена Ринго Старра, барабанщика группы The Beatles.

## Биография
Родилась 27 августа 1947 года в Нью-Йорке.
Её мать была ирландкой, отец — еврей из Австрии, бабушка — из Румынии. В 16 лет она оставила школу, чтобы стать моделью. Её замысел оказался успешным.
Она сократила свою фамилию с Гольдбах до Бах и снялась для обложки журнала «Семнадцать».
В 18 лет вышла замуж за бизнесмена из Италии Аугусто Грегорини, который был старше её на десять лет. В 1968 году родила дочь — Франческу, в 1972 — сына Джанни. Переехав в Италию, работала на телевидении, снималась в кино.
В 1975 году она уехала от мужа назад в Америку, не расставшись при этом с телевизионной карьерой. Исполнила роль девушки Бонда Анны Амасовой в фильме «Шпион, который меня любил».
27 апреля 1981 года вышла замуж за Ринго Старра, музыканта, бывшего барабанщика группы The Beatles.

## Фильмография
| Год  |     | Русское название               | Оригинальное название                 | Роль                     |
| ---- | --- | ------------------------------ | ------------------------------------- | ------------------------ |
| 1968 | с   | Одиссея                        | Odissea                               | Навсикая                 |
| 1971 | ф   | Мой отец – синьор              | Mio padre Monsignore                  | Кьяра                    |
| 1971 | ф   | Черное брюхо тарантула         | La tarantola dal ventre nero          | Дженни                   |
| 1971 | ф   | Короткая ночь стеклянных кукол | La Corta notte delle bambole di vetro | Мира Свобода             |
| 1971 | ф   | Немного солнца в холодной воде | Un peu de soleil dans l'eau froide    | Элоиза / Эльвира         |
| 1973 | ф   | Настоящий мужчина              | Il maschio ruspante                   | Рема                     |
| 1973 | ф   | Последний шанс                 | L'ultima chance                       | Эмили                    |
| 1973 | ф   | Паоло горячий                  | Paolo il caldo                        | дочь фармацевта          |
| 1974 | ф   | Закон улиц                     | Il cittadino si ribella               | Барбара                  |
| 1975 | ф   | Морской волк                   | Il lupo dei mari                      | Мод Брюстер              |
| 1977 | ф   | Шпион, который меня любил      | The Spy Who Loved Me                  | Анна Амасова / агент XXX |
| 1977 | ф   | Невезучий папарацци            | Ecco noi per esempio…                 | Людовика                 |
| 1977 | тф  |                                | The Mask of Alexander Cross           | агент Джадсон            |
| 1978 | ф   | Отряд 10 из Наварона           | Force 10 From Navarone                | Марица Петрович          |
| 1979 | ф   | Остров чудовищ                 | L' Isola degli uomini pesce           | Аманда Марвин            |
| 1979 | ф   | Гуманоид                       | L'umanoide                            | леди Агата               |
| 1979 | ф   | Ягуар жив!                     | Jaguar Lives                          | Анна Томпсон             |
| 1979 | ф   | Река большого крокодила        | Il fiume del grande caimano           | Элис Брандт              |
| 1980 | ф   | В жопу академию                | Up the Academy                        | Блисс                    |
| 1980 | ф   | Невидимое                      | The Unseen                            | Дженнифер Фаст           |
| 1981 | ф   | Пещерный человек               | Caveman                               | Лана                     |
| 1982 | кор |                                | The Cooler                            | главная надзирательница  |
| 1983 | тф  | Принцесса Дэйзи                | Princess Daisy                        | Ванесса Валериан         |
| 1984 | ф   | Передай привет Брод-стрит      | Give My Regards To Broad Street       | журналистка              |
| 1986 | ф   | К северу от Катманду           | To the North of Katmandu              |                          |